# 塩路彦右衛門
塩路 彦右衛門（彦右衞門、しおじ ひこえもん、1853年2月10日（嘉永6年1月3日）– 1930年（昭和5年）6月10日）は、明治期の大地主、教育者、政治家。衆議院議員。旧名・大橋久雄。号・五水。

## 経歴
紀伊国日高郡山中村（現和歌山県日高郡日高町）で大橋兵次郎の長男として生まれ、同郡島村（御坊村、御坊町を経て現御坊市）の天田組地士・先代塩路彦右衛門の養子となり、1872年（明治15年）に家督を相続して彦右衛門を襲名した。
明治の初めに和歌山の松山棟庵の私立英語学校で学び、毛革屋丁で英語塾を開いた。その後、1870年（明治3年）慶應義塾に入塾し1874年（明治7年）に卒業。名古屋で3年ほど英語教師を務め、この間、1876年（明治9年）愛知英語学校の英語教員となるが、翌1877年（明治10年）に廃校となり職を辞した。
1878年（明治11年）に帰郷し、1879年（明治12年）3月、初代和歌山県会議員に当選（大橋久雄名義）した。1880年（明治13年）9月に再選され、1882年（明治15年）6月に退任した。県会議員に2期・3年4ヵ月在任し、県会幹事、常置委員を務めた。
1884年（明治17年）御坊村外4ヵ村戸長となり、次いで1885年（明治18年）日高郡書記に任じられ第一課長に就任した。1890年（明治23年）に退官し農業を営んだ。
1892年（明治25年）2月、第2回衆議院議員総選挙で和歌山県第3区から出馬して当選した。1898年（明治31年）8月、第6回総選挙でも当選し、衆議院議員に通算2期在任した。この間、憲政本党、三四倶楽部に所属した。
1902年（明治35年）8月の衆議院議員任期満了後、帰郷して農業を営み、また書画骨董を愛好して悠々自適の生活を送った。

## 脚註
1. 1 2 3 4 5 6 7 8 9 10 11 12 13 14 15 16 17 18  『和歌山県議会歴代議員名鑑』30-31頁。
2. 1 2 3 4 5 6 7 8 9  『衆議院議員列伝』541頁。
3. 1 2 3 4 5 6 7  『議会制度百年史 - 衆議院議員名鑑』304頁。
4. 1 2 3 4 5 6 7 8 9  『和歌山県史 人物』219-220頁。